# Robert Doll
Robert Doll (* 16. Januar 1923 in München; † 13. April 2018) war ein deutscher Physiker.

## Leben und Wirken
Robert Doll war ein Sohn des Kunstmalers und Graphikers Franz Doll. Nach dem Abitur studierte er Physik an der TH München. Das Studium schloss er 1951 mit der Diplomarbeit „Messungen und Berechnungen für ein empfindliches Nadelgalvanometer sowie Konstruktion und Bau desselben“ ab. Ab 1953 war er wissenschaftlicher Mitarbeiter an der Herrschinger Außenstelle der Kommission für Tieftemperaturforschung der Bayerischen Akademie der Wissenschaften, die 1946 vom damaligen Akademiepräsidenten Walther Meißner gegründet worden war. 1958 promovierte Doll bei Walther Meißner mit der Dissertation „Messungen des gyromagnetischen Effekts an makroskopischen und mikroskopischen supraleitenden Bleikugeln“. Zusammen mit seinem Kollegen Martin Näbauer († 1962) gelang ihm 1961 ein experimenteller Nachweis der Flussquantisierung, einer Vorhersage der BCS-Theorie der Supraleitung. Unabhängig – wenn auch etwas später – gelang dies auch William M. Fairbank und Bascom Deaver. Diese Experimente brachten den ersten Nachweis des Quantisierungseffekts auf makroskopischer Skala, in diesem Fall des Magnetischen Flusses durch eine Spule. Zugleich wurde damit die Vorhersage der BCS-Theorie nachgewiesen, dass die Supraleitung von Elektronenpaaren getragen wurde. Mit dieser Technik können auch Magnetometer für besonders kleine Magnetfelder gebaut werden, die auch für Quantencomputer angewandt werden. Für diese Forschungsergebnisse erhielten Doll und Näbauer bereits 1961 den Physik-Preis der Akademie der Wissenschaften zu Göttingen.
Nachdem die Herrschinger Außenstelle 1967 aufgegeben wurde, bezog die Kommission für Tieftemperaturforschung einen Neubau auf dem Garchinger Hochschulgelände. Dort wirkte Robert Doll als Akademischer Direktor bis zum Ruhestand 1988, arbeitete jedoch weiterhin wissenschaftlich an seinen bisherigen Projekten.
Daneben war Doll u. a. an der Entwicklung von hochpräzisen Messinstrumenten und Pumpen für die Vakuumtechnik und Kühlung mit flüssigem Helium  beteiligt. Zudem befasste er sich mit der Theorie der Supraleitung und der Flussquantisierung entsprechend der Ginsburg-Landau-Theorie.
Für seine wissenschaftlichen Verdienste verlieh ihm die Bayerische Akademie der Wissenschaften 1986 die „Medaille Bene Merenti“ in Silber.
In seiner Freizeit spielte er in einem Münchner Orchester Kontrabass; außerdem war er ein passionierter Bergsteiger.

## Schriften
- Robert Doll, Martin Näbauer: Experimental Proof of Magnetic Flux Quantization in a Superconducting Ring, Physical Review Letters, Band 7, 1961, S. 51